# Hyphoderma rubropallens
Hyphoderma rubropallens är en svampart som först beskrevs av Ludwig David von Schweinitz, och fick sitt nu gällande namn av Ginns 1992. Hyphoderma rubropallens ingår i släktet Hyphoderma och familjen Meruliaceae.   Inga underarter finns listade i Catalogue of Life.